# Soulja Boy
DeAndre Cortez Way (* 28. Juli 1990 in Chicago, Illinois), bekannt unter seinem Künstlernamen Soulja Boy, eine Kurzform von Soulja Boy Tell ’Em, ist ein US-amerikanischer Rapper. Bekannt wurde er mit seiner Debütsingle Crank That (Soulja Boy), mit der er Mitte September 2007 die Spitze der US-amerikanischen Billboardcharts erreichte.

## Leben

### Musikalische Karriere als Solokünstler
DeAndre Cortez Way wurde 1990 in Chicago geboren, die Familie zog jedoch nach Atlanta, als Way sechs Jahre alt war. Mit 14 zog er zusammen mit seinem Vater nach Batesville. Bereits damals musikalisch interessiert richtete ihm sein Vater ein Musikstudio ein, wo er sich ausprobieren konnte. Gleichzeitig gründete er sein eigenes Independent-Label Stacks on Deck Entertainmenz. Way begann anschließend Musik aufzunehmen und sie unter dem Pseudonym Soulja Boy zu veröffentlichen. Dazu nutzte er Seiten wie MySpace, YouTube und Soundclick.
2007 erschien seine Single Crank That. Besonders das dazugehörige Musikvideo mit seinem unverkennbaren Tanzstil machte den gerade einmal 17-jährigen Künstler schlagartig bekannt. Sein Tanz wurde zu einem Phänomen und seine Fans begannen diesen Stil nachzuahmen und eigene Videos hochzuladen. Gleichzeitig erreichte seine MySpace-Seite 10 Millionen Aufrufe.
Interscope Records entdeckte den Künstler daraufhin und nahm den Künstler unter Vertrag. Sie veröffentlichten die Single neu und setzten sie unter anderem in der Fernsehserie Entourage ein. Soulja Boy wurde dadurch der erste Künstler, der über 3 Millionen Musik-Downloads eines Liedes verbuchen konnte. Die Single erreichte Platz 1 der Billboard Hot 100 und wurde außerdem für einen Grammy in der Kategorie Best Rap nominiert und erhielt eine Auszeichnung über 3-fach-Platin. Das Album Souljaboytellem.com erschien am 4. Oktober 2007. Bei den MTV Video Music Awards 2007 durfte er mit Kanye West auftreten. Insbesondere zu Beginn waren die Reaktionen auf seinen neuen Stil sehr gemischt. Während beispielsweise Allmusic ein positives Review schrieb, wurde er von Entertainment Weekly verrissen. Die Reaktionen reichten von einem Neuerfinder des Hip-Hops bis zum One-Hit Wonder.
Am 16. Dezember 2008 wurde sein zweites Soloalbum mit dem Namen iSouljaBoyTellem veröffentlicht und chartete auf Platz 43 der amerikanischen Billboardcharts. Es enthält die beiden Hitsingles Kiss Me Thru the Phone mit Sammie und Turn My Swag On. Bei ersterem sollte zunächst Chris Brown die Hook singen, lehnte aber dankend ab. Turn My Swag On diente als Vorlage für Money Boys Lied Dreh den Swag auf, das den österreichischen Rapper über Nacht bekannt machte.
2010 folgte das Album The DeAndre Way, das Platz 90 der US-Billboard-Charts erreichte und damit sein erster Misserfolg wurde. Auch die drei Singles erreichten lediglich Top-50-Platzierungen.
Zwischen 2010 und 2015 veröffentlichte Soulja Boy eine große Anzahl an Mixtapes, während die Arbeiten am vierten Album stagnierten. Schließlich verlor er auch seinen Plattenvertrag. Er machte anschließend independent mit seinem eigenen Label weiter.
2014 wurde Soulja Boy verhaftet, weil er eine geladene Waffe in seinem Auto mitführte. Er wurde zu einer Bewährungsstrafe und Sozialstunden verurteilt und darf seitdem weder Waffen noch Munition besitzen. Durch Features mit Nicki Minaj und Busta Rhymes machte er sich einen Namen als ernsthafter Rapper. 2015 erschien sein Album Loyalty, womit er allerdings nicht an seine alten Erfolge anknüpfen konnte.
2016 folgte das Album The Best to Ever Do It, ein weiterer Flop. Seitdem arbeitet Soulja Boy an seinem Comeback, das jedoch trotz eines viralen Videos 2018 weiter auf sich warten lässt.
2019 wurde der Rapper wegen Verletzung seiner Bewährungsauflagen zu 240 Tagen Gefängnis verurteilt.

### Stacks on Decks Entertainment
2004 gründete Soulja Boy das Label Stacks on Decks Entertainment (SODMG), über das er nicht nur seine eigenen Alben veröffentlichte, sondern auch diverse Künstler unter Vertrag nahm. Er entdeckte Lil B und förderte die Karriere von Riff Raff. Am 30. Mai 2016 erklärte er einen Neustart von SODMG über Twitter.

### Modelinie
2008 erschien Ways erste Modelinie S.O.D clothing sowie ein Signature-Brand der Schuhmarke Yums. 2012 folgten seine Modelinien Ocean Gang und BLVD. Supply.

### Musikproduktion
Seit 2009 produziert Soulja Boy auch Musik für andere Künstler. Dazu nutzt er ein Computerprogramm von FL Studio. Zu seinen bekanntesten Produktionen zählen Get Silly von V.I.C., Marco Polo von Bow Wow, Wowzers von Lil Wayne und Yasss Bish von Nicki Minaj.

### World Poker Fund Holdings
Im Mai 2016 unterschrieb Soulja Boy einen Fünf-Jahres-Vertrag mit World Poker Fund Holding über 400 Millionen US-Dollar. Wie viel der Künstler tatsächlich erhält, hängt von der weiteren Entwicklung der Marke ab.

### SouljaGame
2018 brachte Soulja Boy seine eigene Videospielkonsole, den SouljaGame auf den Markt. Dabei handelte es sich jedoch um einen Emulator für Nintendo- und Sega-Spiele. Er kündigte drei weitere Systeme an, diesmal für die Emulation von Game Boy, Xbox One und PlayStation 4. Nach einer angedrohten Klage von Nintendo zog er die Spielkonsole jedoch zurück. 2019 veröffentlichte er jedoch eine weitere Spielkonsole, diesmal im Stil einer Handheld-Konsole.

## Musikstil
Soulja Boys Rapstil ist eine starke Abkehr von den in den 1990ern und 2000ern üblichen Art des Rappens. Der Stil ist abgehackt, Sätze verkürzt und es werden häufig Slangworte aneinandergereiht. Die Wörter werden teilweise so gedehnt, dass sich eigentlich nicht reimende Wörter doch aufeinander reimen. Dazu kommt ein starker Einfluss des Southern-Hip-Hop-Stils, insbesondere des Crunks. Dazu kommen auch melodische Hooks. Oft werden die Songs nicht besonders ausgearbeitet, sondern gleich nach der Aufnahme über verschiedene Kanäle, vor allem Mixtapes, veröffentlicht.

## Privatleben
Am 30. Dezember 2008 wurde Way in seiner Wohnung überfallen. Die Details sind weitestgehend unbekannt. Die Anzahl der Täter variierte von drei bis sechs Beteiligten, die ihn mit AK-47 und Pistolen überfallen haben sollen. Der Vorfall machte Schlagzeilen, nachdem ein gestelltes Video online ging.
Am 22. März 2011 starb Ways jüngerer Halbbruder bei einem Autounfall. Er wurde nur 14 Jahre alt.

## Diskografie

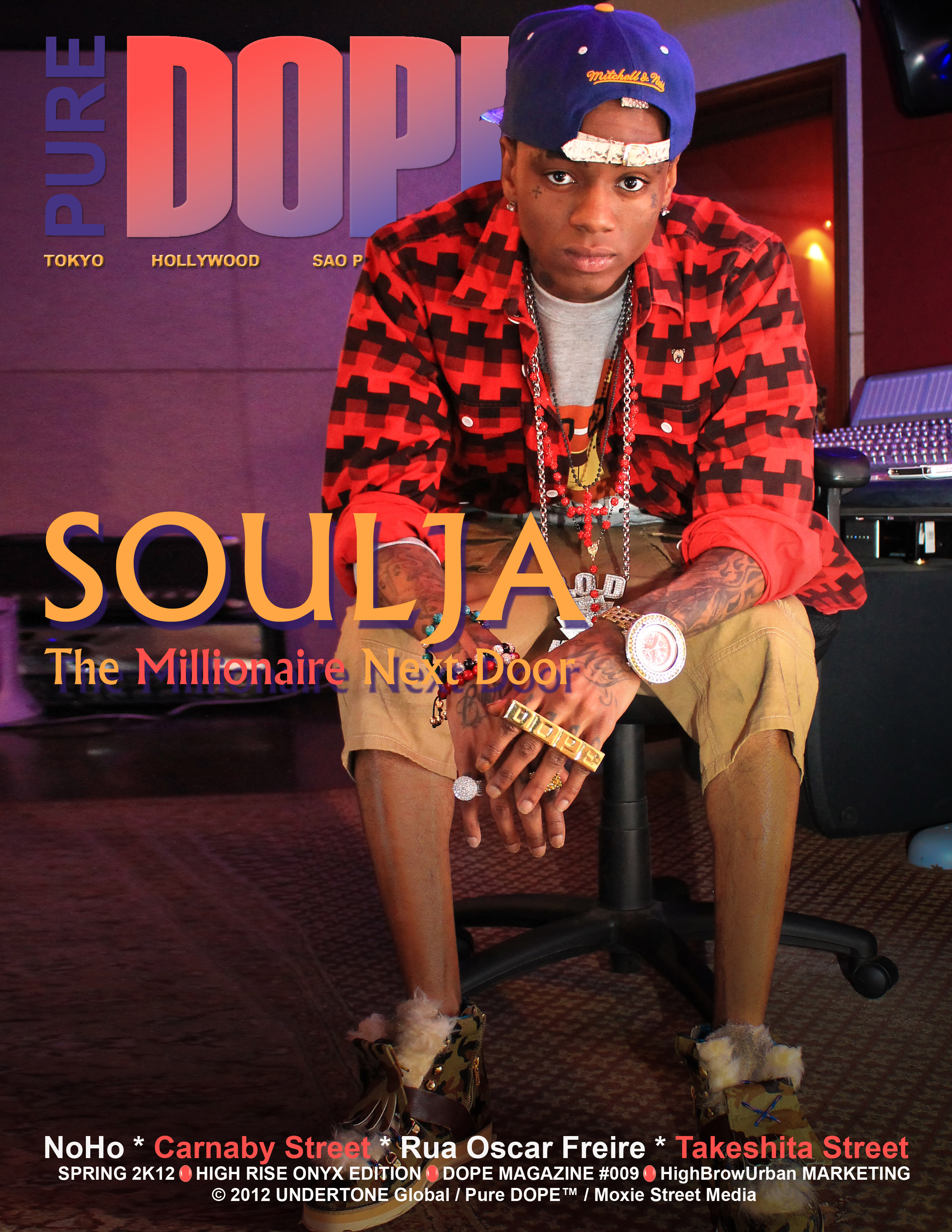
Soulja Boy auf dem Cover des DOPE Magazins

### Alben
- 2007: SouljaBoyTellem.com (SOD, Collipark, Interscope)
- 2008: iSouljaBoyTellem (SOD, Collipark, Interscope)
- 2010: The DeAndre Way (SOD, Collipark, Interscope)
- 2015: Loyalty (SOD, digitales Album)
- 2018: Best to Ever Do It (SOD, digitales Album)

### Kompilationen
- 2009: Mr. Fly Boy (Eigenproduktion)
- 2014: Successful (SODMG)
- 2015: Follow the Swag (Wild Ginger)

### Mixtapes
- 2007: Unsigned & Still Major: Da Album Before da Album
- 2007: Supaman
- 2008: Teen of tha South
- 2009: TellEm TV
- 2009: Live N Direct
- 2009: Lord of the Ringtones
- 2009: Gangzta Grillz: Follow Me Edition
- 2009: My Way of Life
- 2009: Cortez – The Mixtape
- 2009: Datpiff – The Mixtape
- 2009: Paranormal Activity: Halloween Edition
- 2010: Teenage Millionaire
- 2010: Legendary
- 2010: Cookin Soulja Boy
- 2010: Best Rapper
- 2010: Smooky
- 2010: Best Rapper
- 2010: 1Up
- 2011: JUiCE Mixtape 4/20
- 2011: Bernard Arnault
- 2011: 21 EP Mixtape
- 2011: The Last Crown
- 2011: Gold on Deck
- 2011: Supreme
- 2011: Skate Boy (Deluxe Edition)
- 2012: Gucci & Gold
- 2012: 50/13
- 2012: Mario & Domo Vs. The World (mit Young L)
- 2012: Obey
- 2012: Double Cup City (mit Vinny Chase)
- 2012: Juice II
- 2012: LOUD
- 2012: Young & Flexin
- 2013: Foreign
- 2013: Foreign 2
- 2013: King Soulja
- 2013: 23
- 2013: Life After Fame
- 2013: The King
- 2014: King Soulja II
- 2014: Super Dope
- 2014: King Soulja 3
- 2014: Young Millionaire
- 2015: Swag: The Mixtape
- 2015: King Soulja 4
- 2015: Plug Talk
- 2015: S. Beezy
- 2016: Some Only Dream of Making Gwap (mit Calico Jonez)
- 2015: King Soulja 5
- 2016: Stacks on Deck
- 2016: Better Late Than Never
- 2016: Rockstar
- 2016: S. Beezy 2
- 2016: King Soulja 6
- 2016: Ignorant Shift (mit Bow Wow)
- 2016: Real Soulja 4 Life
- 2016: King Soulja 7
- 2017: Big Soulja
- 2018: King Soulja 8
- 2018: Young Drako
- 2018: King
- 2018: Swag 2
- 2019: Fuego
- 2020: King Soulja 9

### EPs
- 2010: Death Note
- 2010: Pretty Boy Millionaires (mit Lil B)
- 2010: Soulja Society
- 2011: Bernaud Arnault
- 2011: 21
- 2012: Keep Living Keep Paying
- 2013: All Black
- 2013: Cuban Link
- 2015: M & M: Money & Music
- 2015: 25 The Movie
- 2016: Finesse
- 2018: SouljaYayo (mit Go Yayo)
- 2018: No Sleep
- 2019: Tell Ya

### Singles
- 2007: Crank That (Soulja Boy)
- 2007: Soulja Girl (mit i15)
- 2007: Yahhh! (feat. Arab)
- 2008: Donk
- 2008: Bird Walk
- 2008: Kiss Me Thru the Phone (feat. Sammie)
- 2008: Turn My Swag On
- 2010: Pretty Boy Swag
- 2010: Blowing Me Kisses
- 2010: Speakers Going Hammer
- 2013: Handsome
- 2013: Ridin Round
- 2013: We Ready (feat. Migos)
- 2014: Triple Beam
- 2014: Giuseppe’s
- 2014: Come Try It
- 2014: Hustlin’
- 2014: Red Bottoms & Balenciaga
- 2015: Hurricane
- 2015: Whippin My Wrist (Too Rich)
- 2015: Cake
- 2015: Diddy Bop
- 2015: Gratata
- 2015: Make It Rain
- 2015: I’m Too Clean
- 2015: Drop the Top
- 2016: Stephen Curry
- 2016: Day One
- 2016: Rockstar
- 2016: Max Payne
- 2016: Hit Them Folks
- 2016: I’m Up Now (feat. Chief Keef)
- 2019: Cut Dat Check
- 2021: She Make It Clap

### Gastbeiträge
- 2007: Clumsy (Sollipark Remix) von Fergie
- 2008: Swing (Remix) von Savage
- 2008: Marco Polo von Bow Wow feat. Lil Dre
- 2008: Get It Poppin von Tyga
- 2009: Delirious von Vistoso Bosses
- 2009: LOL ;-) von Trey Songz feat. Gucci Mane
- 2009: Money Hungry von D. Prince feat. Arab, Kasland & Lit Mike
- 2009: Pronto von Snoop Dogg
- 2010: Bingo von Gucci Mane feat. Waka Flocka Flame
- 2010: All the Way Turnt Up von Roscoe Dash
- 2010: Sponsor von Teairra Marí feat. Gucci Mane
- 2010: Daze von Ja-Bar
- 2012: I.L.Y. (I Love You) von BR
- 2012: Body Ody von TreVante feat. Ca$h Out
- 2013: Turn It Up von Wanessa
- 2014: Brazil We Flexing von MC Guimé
- 2014: Knock Knock von Bluntington Beach Boyz

## Auszeichnungen für Musikverkäufe
| Goldene Schallplatte - Australien - 2009: für die Single Kiss Me Thru the Phone - Brasilien - 2024: für die Single She Make It Clap - Dänemark - 2021: für die Single Crank That (Soulja Boy) - 2023: für die Single Kiss Me Thru the Phone | Platin-Schallplatte - Australien - 2008: für die Single Crank That (Soulja Boy) - Neuseeland - 2008: für die Single Crank That (Soulja Boy) - 2019: für das Album souljaboytellem.com 3× Platin-Schallplatte - Brasilien - 2024: für die Single Kiss Me Thru the Phone - 2024: für die Single Crank That (Soulja Boy) 4× Platin-Schallplatte - Neuseeland - 2025: für die Single Kiss Me Thru the Phone |

Anmerkung: Auszeichnungen in Ländern aus den Charttabellen bzw. Chartboxen sind in ebendiesen zu finden.
| Land/RegionAuszeichnungen für Musikverkäufe (Land/Region, Auszeichnungen, Verkäufe, Quellen) | Gold     | Platin       | Verkäufe  | Quellen                           |
| -------------------------------------------------------------------------------------------- | -------- | ------------ | --------- | --------------------------------- |
| Australien (ARIA)                                                                            | Gold1    | Platin1      | 105.000   | aria.com.au                       |
| Brasilien (PMB)                                                                              | Gold1    | 6× Platin6   | 380.000   | pro-musicabr.org.br               |
| Dänemark (IFPI)                                                                              | 2× Gold2 | —            | 90.000    | ifpi.dk                           |
| Deutschland (BVMI)                                                                           | —        | Platin1      | 300.000   | musikindustrie.de                 |
| Neuseeland (RMNZ)                                                                            | —        | 6× Platin6   | 150.000   | aotearoamusiccharts.co.nz NZ2 NZ3 |
| Vereinigte Staaten (RIAA)                                                                    | —        | 5× Platin5   | 5.000.000 | riaa.com                          |
| Vereinigtes Königreich (BPI)                                                                 | —        | 2× Platin2   | 1.200.000 | bpi.co.uk                         |
| Insgesamt                                                                                    | 4× Gold4 | 21× Platin21 |           |                                   |